# Bartolomeo Caracciolo
Bartolomeo Caracciolo detto Carafa (talvolta indicato come Bartolomeo Carafa) (Napoli, 1280 circa – Napoli, 7 dicembre 1362) è stato un nobile e diplomatico del Regno di Napoli. Fu anche autore di un'opera storiografica, la Breve informazione. La sua figura è stata a volte confusa con quella di altri omonimi, come suo padre, o come quella di Bartolomeo Carafa, arcivescovo di Bari, con l'effetto di dilatarne a dismisura la biografia.

## Biografia
Nato Bartolomeus Caraczoli, era figlio di Bartolomeo, patrizio napoletano, e di sua moglie, Teodora del Gaudio. Fu esponente della nobiltà napoletana del seggio di Nido (Nilo) che Caracciolo rappresentò nel parlamento convocato da Roberto d'Angiò il 17 giugno 1341. Già in precedenza, nel 1302, era stato nominato viceré della Basilicata e nel 1309 Maestro Ostiario del Regno di Sicilia. Consigliere del re nel 1309, in quello stesso anno divenne viceré e capitano generale dell'Abruzzo. Dal re di Napoli ebbe anche altri incarichi politico-diplomatici: il 26 novembre 1343 fu nominato Maestro razionale del Regno; l'anno successivo fu nominato nel consiglio che assistette Aimeric de Chalus, legato pontificio, durante la riforma amministrativa del regno napoletano.
Il 6 marzo 1346 fu tra le persone denunciate per responsabilità nella vicenda dell'omicidio di Andrea d'Ungheria, marito della Regina Giovanna, avvenuto ad Aversa nella notte tra il 18 e il 19 settembre dell'anno precedente. Non è noto se abbia veramente preso parte alla congiura, ma la denuncia, estorta sotto tortura, provocò l'arresto del Caracciolo che però riuscì a fuggire e a scampare alla condanna a morte.
Lo si ritrova a Napoli meno di due anni dopo, il 27 gennaio 1348, mentre la città si trova a resistere all'invasione guidata da Luigi d'Ungheria (fratello di Andrea): in quell'occasione, insieme a Giovanni Barrili, fu uno degli otto notabili reggenti che costituirono il governo provvisorio della città.
Morto il 7 dicembre 1362, ebbe sepoltura nella Chiesa di San Domenico Maggiore  di Napoli: l'iscrizione funeraria sulla sua tomba era ancora leggibile nel Seicento.

### Breve informazione
Bartolomeo Caracciolo è riconosciuto anche come l'autore della Breve Informazione, dedicata a Luigi di Taranto, re consorte di Giovanna I d'Angiò, che lo aveva sposato in seconde nozze. La Breve informazione è un'epitome di storia del Regno di Napoli, dalle origini della monarchia alla morte di Roberto d'Angiò. L'opera è conosciuta perché tramandata dall'anonima Cronaca di Partenope, una storia vernacolare di Napoli dall'antichità fino al 1343, ma anche, benché parzialmente, dalla cinquecentesca Cronaca redatta da Gasparro Fuscolillo.